# Chinees honkbalteam

Vlag van China.

Het Chinees honkbalteam is het nationale honkbalteam van Volksrepubliek China. Het team vertegenwoordigt de Volksrepubliek tijdens internationale wedstrijden.
Het Chinees honkbalteam hoort bij de Aziatische Honkbalfederatie (BFA). 

## Kampioenschappen

### Olympische Spelen
Van de vijf officiële edities dat honkbal op het olympische programma stond (1992-2008) nam China alleen deel aan de Spelen van 2008 toen deze in eigen land (Peking) plaatsvonden. 
| Editie    | 2008 |
| Prestatie | 8e   |

### Wereldkampioenschappen
China nam 4x keer (op 39 edities, 1938-2011) deel aan de wereldkampioenschappen honkbal. Hierbij was de 11e plaats de hoogste positie in de eindrangschikking.
| Editie    | 1998 | 2003 | 2005 | 2009 |
| Prestatie | 12e  | 13e  | 11e  | 22e  |

### World Baseball Classic
China nam deel aan alle edities van de World Baseball Classic. Hierbij was de 11e plaats de hoogste positie in de eindrangschikking.
| Editie    | 2006 | 2009 | 2013 | 2017 | 2023 |
| Prestatie | 15e  | 11e  | 13e  | 16e  | 20e  |